# لا مرسد (کالداس)
لا مرسد (انگلیسی: La Merced, Caldas) نام یک منطقه مسکونی در کلمبیا است.